# جیمز دوسنبری
جیمز استمبل دوسنبری (James Stemble Duesenberry)‏ (۱۸ ژوئیه، ۱۹۱۸ – ۵ اکتبر ۲۰۰۹) اقتصاددان آمریکایی بود. او با پایان‌نامه دکترایش در سال ۱۹۴۹ میلادی با عنوان «درآمدها، پس‌انداز و نظریهٔ رفتار مشتری»، نقش چشم‌گیری در تحلیل کینزی درآمدها و استخدام ایفا نمود.
دوسنبری در درآمدها، پس‌انداز و نظریهٔ رفتار مشتری فرضیه‌های ابتدائی اقتصادی در مورد رفتار مشتریان را زیرسوال برد. او استدلال کرد که نظریهٔ مشتری، اهمیت عادت‌دهی در ایجاد الگوهای مصرف را مدنظر نگرفته است. او همچنین بر اهمیت محیط اجتماعی در تعیین سطح انفرادی هزینه‌ها تأکید کرد. او مکانیزمی موسوم به «تأثیر نمایش» را پیشنهاد کرد که مردم توسط آن الگوهای مصرف خود را، نه به دلیل تغییر در درآمدها یا قیمت‌ها، بلکه از مشاهده هزینه‌های مصرفی دیگران که در تماس با آن بوده‌اند، تعدیل می‌کنند. او استدلال کرد که این پدیده توسط ارتباط داخلی ترجیحات مردم و نیاز به حفظ یا بالا بردن موضع اجتماعی یا پرستیژ یک فرد، برانگیخته می‌شود. جزء قوی اجتماعی که باعث مصرف مردم می‌شود یک جنبه کلیدی در تدوین یک نظریهٔ متمایز مصرف او موسوم به فرضیه درآمدهای نسبی بود. با این نظریه، مصرف و نرخ پس‌اندازهای یک فرد بیشتر به درآمدهای آن‌ها در مقایسه با آن‌هایی که در اجتماع زندگی می‌کنند، می‌شود نه سطح مطلق درآمدهای آن‌ها.

## پذیرش
درحالی‌که برخی از هم‌عصران دوسنبری کارهای او را به عنوان یک سهم بزرگ در این رشته می‌بینند، نتوانستند یک جذبه چشم‌گیر به‌دست آورند. کنث ارو معتقد بود که کارهای دوسنبری «یکی از قابل‌ملاحظه‌ترین مشارکت‌های دوره پساجنگ برای درک رفتار اقتصادی» است.
اما امروز، کارهای دوسنبری از کتاب‌های درسی معیاری اقتصاد غایب اند. با اینحال برخی مانند رابرت اچ. فرانک استدلال می‌کند که کارهای او نسبت به نظریات بدیلی که در دهه ۱۹۵۰ مطرح شدند، مانند فرضیه درآمد دائمی از میلتون فریدمن، بهتر است. فرانک استدلال می‌کند که نظریه دوسنبری می‌تواند، توضیح دهد که چرا مردم سرمایه‌دار در مقایسه با فقرا، تمایل دارند تا با نرخ‌های بلندتر پس‌انداز کنند. حتی در صورتی که درآمدها ملی افزایش یابد، مصرف بلند قابل دید سرمایه‌داران، مصرف بیشتر در سطوح دیگر درآمدزا را تشویق می‌کند. علاوه بر آن، شناخت دوسنبری از اهمیت عادت سازی، با ثبات مصرف مشاهده شده در کوتاه مدت هم‌خوانی دارد، چون خانواده‌ها تلاش می‌کنند تا معیارهای قبلی زندگی شان را حتی در شرایط رکود اقتصادی حفظ کنند.

## پس‌زمینه
دوسنبری به دانشگاه میشیگان رفته و آنجا در سال ۱۹۳۹ میلادی مدرک BA، در سال ۱۹۴۱ میلادی MA و در سال ۱۹۴۸ میلادی دکترای خود را به‌دست آورد.
دوسنبری از سال ۱۹۶۶–۶۸ میلادی در شورای مشاورین اقتصادی تحت ریاست لیندون جانسن ایفای وظیفه کرد.